# Molophilus cingulipes
Molophilus cingulipes là một loài ruồi trong họ Limoniidae. Chúng phân bố ở miền Australasia.